# Giv'at Oz
Giv'at Oz (hebrejsky גִּבְעַת עֹז, doslova „Vrch síly“, v oficiálním přepisu do  angličtiny Giv'at Oz) je vesnice typu kibuc v Izraeli, v Severním distriktu, v Oblastní radě Megido.

## Geografie
Leží v nadmořské výšce 115 metrů, na pomezí Jizre'elského údolí a regionu vádí Ara. Jde zároveň o rozmezí mezi zemědělsky intenzivně využívanou krajinou v údolí a hustě osídlenými, odlesněnými svahy ve vádí Ara. Z kopců sem stéká vádí Nachal Oz, do kterého tu od jihozápadu ústí vádí Nachal Susa. Východně od vesnice stojí v Jizre'elském údolí pahorek Tel Kedeš.
Nachází se cca 67 kilometrů severovýchodně od centra Tel Avivu a cca 35 kilometrů jihovýchodně od centra Haify. Giv'at Oz obývají Židé, přičemž osídlení v tomto regionu je etnicky smíšené. V údolí převládají židovská sídla, stejně jako na planinách Ramat Menaše severozápadně odtud. Bezprostředně na západ a jihozápad od kibucu ovšem začíná oblast vádí Ara, kde leží lidnatá sídla, která obývají izraelští Arabové. Nejblíže z nich je to město Ma'ale Iron, respektive jeho část zvaná Zalafa.
Kibuc zároveň leží jen necelé 2 kilometry od Zelené linie, jež odděluje Izrael v jeho mezinárodně uznávaných hranicích od okupovaného Západního břehu Jordánu s demografickou převahou palestinských Arabů. Západní břeh ale byl od zdejšího regionu počátkem 21. století fyzicky oddělen Izraelskou bezpečnostní bariérou, která zde vyrostla jako v jednom z prvních úseků a sleduje přibližně trasu původní Zelené linie.
Na dopravní síť je vesnice napojena pomocí dálnice číslo 66, která sleduje jihozápadní okraj Jizre'elského údolí. Ta se tu kříží s dálnicí číslo 65, jež od pobřežní nížiny vede podél vádí Ara směrem do Afuly. Další místní komunikace vede přímo do sousedního města Ma'ale Iron.

## Dějiny
Kibuc Giv'at Oz byl založen roku 1949. Jeho zakladateli byla skupina asi 100 židovských přistěhovalců z Maďarska napojených na levicové mládežnické hnutí ha-Šomer ha-ca'ir, kteří přežili holokaust. K nim se přidala skupina židovských přistěhovalců z Brazílie. Tito lidé procházeli nejprve výcvikem v židovských osadách Ša'ar ha-Golan a ha-Zorea a roku 1949 po konci války za nezávislost se usadili zde, poblíž tehdejší linie příměří, která oddělovala Izrael od Jordánskem kontrolovaného Západního břehu.
V prvních letech vesnici chyběly zdroje vody. Teprve v roce 1953 došlo k provedení hloubkového vrtu, který zajistil dostatek vody.
Počátkem 21. století tvořilo zemědělství stále součást místní ekonomiky, ale 70 % příjmů kibucu pocházelo z průmyslu a podnikání. V této době se také členové kibucu rozhodli pro privatizaci, po níž jsou odměňováni individuálně, podle odvedené práce. K dispozici je zde zařízení předškolní péče o děti. Základní škola je ve vesnici ha-Zorea.

## Demografie
Obyvatelstvo Giv'at Oz je sekulární. Podle údajů z roku 2014 tvořili populaci v Giv'at Oz Židé (včetně statistické kategorie „ostatní“, která zahrnuje nearabské obyvatele židovského původu ale bez formální příslušnosti k židovskému náboženství).
Jde o menší sídlo vesnického typu s dlouhodobě stagnujícím počtem obyvatel. K 31. prosinci 2014 zde žilo 482 lidí. Během roku 2014 populace klesla o 1,6 %.
| Rok            | 1961 | 1972 | 1983 | 1995 | 2001 | 2003 | 2004 | 2005 | 2006 | 2007 | 2008 | 2009 | 2010 | 2011 | 2012 | 2013 | 2014 |
| -------------- | ---- | ---- | ---- | ---- | ---- | ---- | ---- | ---- | ---- | ---- | ---- | ---- | ---- | ---- | ---- | ---- | ---- |
| Počet obyvatel | 179  | 404  | 488  | 371  | 335  | 342  | 344  | 339  | 359  | 345  | 352  | 489  | 472  | 502  | 492  | 490  | 482  |